# Parole di burro
Parole di burro (anche conosciuta semplicemente come Narciso, per via dell'inizio di ogni strofa del brano) è una canzone della cantautrice catanese Carmen Consoli, estratta dal suo quarto album Stato di necessità del 2000.
Il brano ha vinto il riconoscimento come miglior canzone dell'anno al Premio Italiano della Musica (PIM). Nel luglio 2000 ha raggiunto la prima posizione dei più trasmessi in radio.
Il CD singolo raggiunge la quarta posizione in classifica nel settembre 2000. 
La canzone compare anche nell'album live Eco di sirene, pubblicato il 13 aprile 2018.

## Il video
Il video di Parole di burro è stato diretto da Francesco Fei, con la fotografia di Nicola Saraval e prodotto da Letizia Pepori per la  Motion Picture House. Il video vede la Consoli aggirarsi per le strade di Marrakech in Marocco con aria assorta e pensierosa. Il video si è aggiudicato l'Italian Music Awards come miglior video, assegnato dalla FIMI.

## Tracce
1. Parole di burro (Remix)
2. Questa notte una lucciola illumina la mia finestra (live)
3. Parole di burro (Album Version)
4. Parole di burro (Club Mix)

## Classifiche
| Classifica | Posizione |
| ---------- | --------- |
| Italia     | 4         |